# Physiphora longicornis
Physiphora longicornis är en tvåvingeart som först beskrevs av Friedrich Georg Hendel 1909.  Physiphora longicornis ingår i släktet Physiphora och familjen fläckflugor. Inga underarter finns listade i Catalogue of Life.